# Capriva del Friuli
Capriva del Friuli – miejscowość i gmina we Włoszech, w regionie Friuli-Wenecja Julijska, w prowincji Gorycja.
Według danych na rok 2004 gminę zamieszkiwało 1613 osób, 268,8 os./km².